# Emmeringen
Emmeringen is een plaats en voormalige gemeente in de Duitse gemeente Oschersleben (Bode). De gemeente ligt in de Landkreis Börde in de deelstaat Saksen-Anhalt. Emmeringen telt 626 inwoners.